# Llista d'asteroides/212601-212700
| Nom      | Designació provisional | Data de descobriment   | Lloc de descobriment | Descobridor/s          |
| -------- | ---------------------- | ---------------------- | -------------------- | ---------------------- |
| 212601 - | 2006 SO273             | 27 de setembre de 2006 | Mount Lemmon         | Mount Lemmon Survey    |
| 212602 - | 2006 SG274             | 27 de setembre de 2006 | Kitt Peak            | Spacewatch             |
| 212603 - | 2006 SR275             | 28 de setembre de 2006 | Kitt Peak            | Spacewatch             |
| 212604 - | 2006 SR279             | 28 de setembre de 2006 | Kitt Peak            | Spacewatch             |
| 212605 - | 2006 SO281             | 16 de setembre de 2006 | Catalina             | CSS                    |
| 212606 - | 2006 SF285             | 27 de setembre de 2006 | Moletai              | MAO                    |
| 212607 - | 2006 SN299             | 26 de setembre de 2006 | Kitt Peak            | Spacewatch             |
| 212608 - | 2006 SL316             | 27 de setembre de 2006 | Kitt Peak            | Spacewatch             |
| 212609 - | 2006 SB320             | 27 de setembre de 2006 | Kitt Peak            | Spacewatch             |
| 212610 - | 2006 ST325             | 27 de setembre de 2006 | Kitt Peak            | Spacewatch             |
| 212611 - | 2006 SU353             | 30 de setembre de 2006 | Catalina             | CSS                    |
| 212612 - | 2006 SQ358             | 30 de setembre de 2006 | Catalina             | CSS                    |
| 212613 - | 2006 SY365             | 30 de setembre de 2006 | Mount Lemmon         | Mount Lemmon Survey    |
| 212614 - | 2006 SZ385             | 29 de setembre de 2006 | Apache Point         | A. C. Becker           |
| 212615 - | 2006 SV386             | 30 de setembre de 2006 | Kitt Peak            | Spacewatch             |
| 212616 - | 2006 SF396             | 16 de setembre de 2006 | Kitt Peak            | Spacewatch             |
| 212617 - | 2006 SJ399             | 17 de setembre de 2006 | Kitt Peak            | Spacewatch             |
| 212618 - | 2006 SK407             | 19 de setembre de 2006 | Kitt Peak            | Spacewatch             |
| 212619 - | 2006 TD9               | 11 d'octubre de 2006   | Kitt Peak            | Spacewatch             |
| 212620 - | 2006 TF15              | 11 d'octubre de 2006   | Kitt Peak            | Spacewatch             |
| 212621 - | 2006 TC18              | 11 d'octubre de 2006   | Kitt Peak            | Spacewatch             |
| 212622 - | 2006 TU21              | 11 d'octubre de 2006   | Kitt Peak            | Spacewatch             |
| 212623 - | 2006 TB22              | 11 d'octubre de 2006   | Kitt Peak            | Spacewatch             |
| 212624 - | 2006 TD25              | 12 d'octubre de 2006   | Kitt Peak            | Spacewatch             |
| 212625 - | 2006 TZ26              | 12 d'octubre de 2006   | Kitt Peak            | Spacewatch             |
| 212626 - | 2006 TZ27              | 12 d'octubre de 2006   | Kitt Peak            | Spacewatch             |
| 212627 - | 2006 TW28              | 12 d'octubre de 2006   | Kitt Peak            | Spacewatch             |
| 212628 - | 2006 TR41              | 12 d'octubre de 2006   | Palomar              | NEAT                   |
| 212629 - | 2006 TC49              | 12 d'octubre de 2006   | Palomar              | NEAT                   |
| 212630 - | 2006 TK54              | 12 d'octubre de 2006   | Palomar              | NEAT                   |
| 212631 - | 2006 TW56              | 14 d'octubre de 2006   | Lulin Observatory    | C.-S. Lin, Q.-z. Ye    |
| 212632 - | 2006 TY94              | 15 d'octubre de 2006   | San Marcello         | San Marcello           |
| 212633 - | 2006 TV95              | 12 d'octubre de 2006   | Palomar              | NEAT                   |
| 212634 - | 2006 TB105             | 15 d'octubre de 2006   | Kitt Peak            | Spacewatch             |
| 212635 - | 2006 TJ106             | 15 d'octubre de 2006   | Kitt Peak            | Spacewatch             |
| 212636 - | 2006 TQ109             | 4 d'octubre de 2006    | Mount Lemmon         | Mount Lemmon Survey    |
| 212637 - | 2006 TC110             | 12 d'octubre de 2006   | Palomar              | NEAT                   |
| 212638 - | 2006 UE2               | 16 d'octubre de 2006   | Bergisch Gladbach    | W. Bickel              |
| 212639 - | 2006 UB5               | 16 d'octubre de 2006   | Kitt Peak            | Spacewatch             |
| 212640 - | 2006 UD25              | 16 d'octubre de 2006   | Kitt Peak            | Spacewatch             |
| 212641 - | 2006 UP28              | 16 d'octubre de 2006   | Kitt Peak            | Spacewatch             |
| 212642 - | 2006 UJ33              | 16 d'octubre de 2006   | Kitt Peak            | Spacewatch             |
| 212643 - | 2006 UW35              | 16 d'octubre de 2006   | Kitt Peak            | Spacewatch             |
| 212644 - | 2006 UA38              | 16 d'octubre de 2006   | Kitt Peak            | Spacewatch             |
| 212645 - | 2006 UF39              | 16 d'octubre de 2006   | Kitt Peak            | Spacewatch             |
| 212646 - | 2006 UV52              | 17 d'octubre de 2006   | Mount Lemmon         | Mount Lemmon Survey    |
| 212647 - | 2006 UX67              | 16 d'octubre de 2006   | Catalina             | CSS                    |
| 212648 - | 2006 UH68              | 16 d'octubre de 2006   | Catalina             | CSS                    |
| 212649 - | 2006 UW80              | 17 d'octubre de 2006   | Catalina             | CSS                    |
| 212650 - | 2006 UF91              | 17 d'octubre de 2006   | Kitt Peak            | Spacewatch             |
| 212651 - | 2006 UK103             | 18 d'octubre de 2006   | Kitt Peak            | Spacewatch             |
| 212652 - | 2006 UF116             | 19 d'octubre de 2006   | Catalina             | CSS                    |
| 212653 - | 2006 UG124             | 19 d'octubre de 2006   | Catalina             | CSS                    |
| 212654 - | 2006 UM125             | 19 d'octubre de 2006   | Kitt Peak            | Spacewatch             |
| 212655 - | 2006 UN135             | 19 d'octubre de 2006   | Kitt Peak            | Spacewatch             |
| 212656 - | 2006 UW163             | 21 d'octubre de 2006   | Mount Lemmon         | Mount Lemmon Survey    |
| 212657 - | 2006 UF173             | 22 d'octubre de 2006   | Kitt Peak            | Spacewatch             |
| 212658 - | 2006 UX178             | 16 d'octubre de 2006   | Catalina             | CSS                    |
| 212659 - | 2006 UQ195             | 20 d'octubre de 2006   | Kitt Peak            | Spacewatch             |
| 212660 - | 2006 US195             | 20 d'octubre de 2006   | Mount Lemmon         | Mount Lemmon Survey    |
| 212661 - | 2006 UL213             | 23 d'octubre de 2006   | Kitt Peak            | Spacewatch             |
| 212662 - | 2006 UV218             | 16 d'octubre de 2006   | Catalina             | CSS                    |
| 212663 - | 2006 UB233             | 21 d'octubre de 2006   | Palomar              | NEAT                   |
| 212664 - | 2006 UF233             | 21 d'octubre de 2006   | Palomar              | NEAT                   |
| 212665 - | 2006 UR237             | 23 d'octubre de 2006   | Kitt Peak            | Spacewatch             |
| 212666 - | 2006 UY246             | 27 d'octubre de 2006   | Mount Lemmon         | Mount Lemmon Survey    |
| 212667 - | 2006 UU253             | 27 d'octubre de 2006   | Mount Lemmon         | Mount Lemmon Survey    |
| 212668 - | 2006 UL256             | 28 d'octubre de 2006   | Kitt Peak            | Spacewatch             |
| 212669 - | 2006 UL278             | 28 d'octubre de 2006   | Kitt Peak            | Spacewatch             |
| 212670 - | 2006 UB322             | 16 d'octubre de 2006   | Kitt Peak            | Spacewatch             |
| 212671 - | 2006 UB328             | 19 d'octubre de 2006   | Mount Lemmon         | Mount Lemmon Survey    |
| 212672 - | 2006 UP332             | 21 d'octubre de 2006   | Apache Point         | A. C. Becker           |
| 212673 - | 2006 UO333             | 22 d'octubre de 2006   | Apache Point         | A. C. Becker           |
| 212674 - | 2006 VL1               | 1 de novembre de 2006  | Mount Lemmon         | Mount Lemmon Survey    |
| 212675 - | 2006 VN17              | 9 de novembre de 2006  | Kitt Peak            | Spacewatch             |
| 212676 - | 2006 VK21              | 10 de novembre de 2006 | Kitt Peak            | Spacewatch             |
| 212677 - | 2006 VE45              | 9 de novembre de 2006  | Altschwendt          | W. Ries                |
| 212678 - | 2006 VX59              | 11 de novembre de 2006 | Kitt Peak            | Spacewatch             |
| 212679 - | 2006 VK67              | 11 de novembre de 2006 | Kitt Peak            | Spacewatch             |
| 212680 - | 2006 VZ97              | 11 de novembre de 2006 | Kitt Peak            | Spacewatch             |
| 212681 - | 2006 VP99              | 11 de novembre de 2006 | Mount Lemmon         | Mount Lemmon Survey    |
| 212682 - | 2006 VT109             | 13 de novembre de 2006 | Catalina             | CSS                    |
| 212683 - | 2006 VL169             | 11 de novembre de 2006 | Kitt Peak            | Spacewatch             |
| 212684 - | 2006 WF60              | 17 de novembre de 2006 | Socorro              | LINEAR                 |
| 212685 - | 2006 WK70              | 18 de novembre de 2006 | Kitt Peak            | Spacewatch             |
| 212686 - | 2006 WV74              | 18 de novembre de 2006 | Kitt Peak            | Spacewatch             |
| 212687 - | 2006 WL82              | 18 de novembre de 2006 | Kitt Peak            | Spacewatch             |
| 212688 - | 2006 WR106             | 19 de novembre de 2006 | Catalina             | CSS                    |
| 212689 - | 2006 WF159             | 22 de novembre de 2006 | Kitt Peak            | Spacewatch             |
| 212690 - | 2006 WW181             | 24 de novembre de 2006 | Mount Lemmon         | Mount Lemmon Survey    |
| 212691 - | 2006 XJ25              | 12 de desembre de 2006 | Socorro              | LINEAR                 |
| 212692 - | 2007 FT20              | 23 de març de 2007     | Moletai              | MAO                    |
| 212693 - | 2007 HD18              | 16 d'abril de 2007     | Catalina             | CSS                    |
| 212694 - | 2007 PT11              | 12 d'agost de 2007     | XuYi                 | PMO NEO Survey Program |
| 212695 - | 2007 PQ38              | 14 d'agost de 2007     | Siding Spring        | SSS                    |
| 212696 - | 2007 PH39              | 15 d'agost de 2007     | OAM                  | La Sagra               |
| 212697 - | 2007 PF40              | 10 d'agost de 2007     | Kitt Peak            | Spacewatch             |
| 212698 - | 2007 PA41              | 13 d'agost de 2007     | Socorro              | LINEAR                 |
| 212699 - | 2007 QN3               | 23 d'agost de 2007     | Chante-Perdrix       | Chante-Perdrix         |
| 212700 - | 2007 QJ6               | 21 d'agost de 2007     | Anderson Mesa        | LONEOS                 |